# Koppargumpad smaragd
Koppargumpad smaragd (Saucerottia tobaci) är en fågel i familjen kolibrier.

## Utseende
Hane koppargumpad smaragd har glittrande grönt på huvud och undersida, kopparfärgad övergump (dock ej i nordvästra delen av utbredningsområdet), bronsfärgad till rostbrunt under stjärten, en något böjd och medellång näbb med röd undre näbbhalva och en kluven blå stjärt. Hanen liknar honan men är matt brun på buken. Liknande stålblåbukig smaragd har blå täckare på övergumpen och blåhakesafiren har rundad stjärt och blåaktig ton på haka och kropp. Andra smaragdhanar har ofta kortare och rakare näbbar.

## Utbredning och systematik
Koppargumpad smaragd förekommer huvudsakligen i Venezuela. Arten delas in i sju underarter med följande utbredning:
- tobaci – förekommer på Tobago
- erythronotos – förekommer på Trinidad
- aliciae – förekommer i nordöstra Venezuela och på Isla Margarita
- monticola – förekommer i nordvästra Venezuela
- feliciae – förekommer i kustnära och torra områden i norra Venezuela
- caudata – förekommer i nordöstra Venezuela
- caurensis – förekommer i östra och sydöstra Venezuela (Orinocodalen och tepuis)

### Släktestillhörighet
Arten placeras traditionellt i släktet Amazilia, men genetiska studier visar att arterna i släktet inte står varandra närmast. Den har därför flyttats till släktet Saucerottia.

## Levnadssätt
Koppargumpad smaragd är en rätt vanlig kolibri i skogsbryn, ungskog och trädgårdar. Den är mycket revirhävdande.

## Status och hot
Arten har ett stort utbredningsområde, men tros minska i antal, dock inte tillräckligt kraftigt för att den ska betraktas som hotad. Internationella naturvårdsunionen IUCN listar arten som livskraftig (LC).

## Bilder

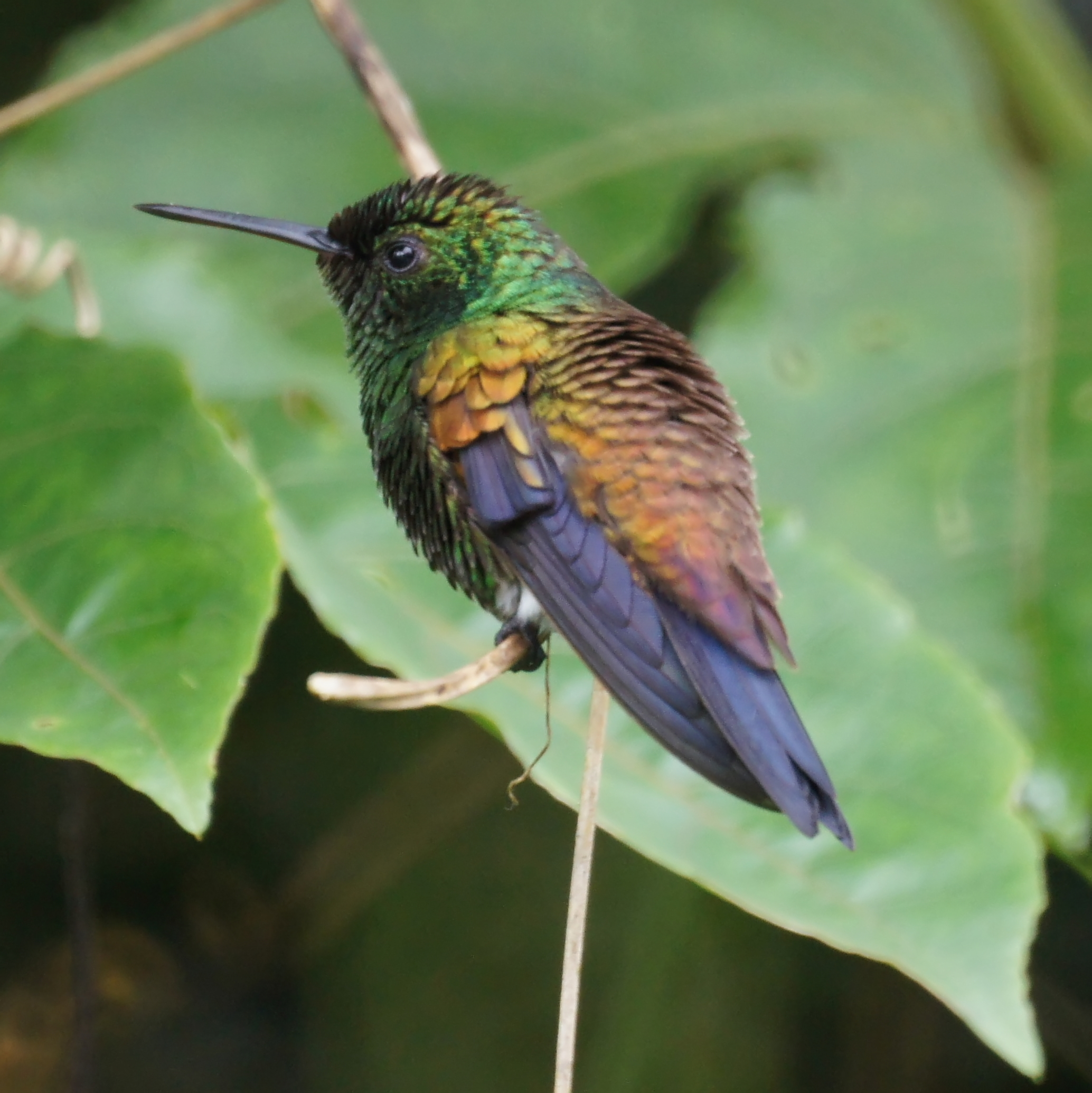
Koppargumpad smaragd, fjädrarna över gumpen är kopparaktiga i färgen
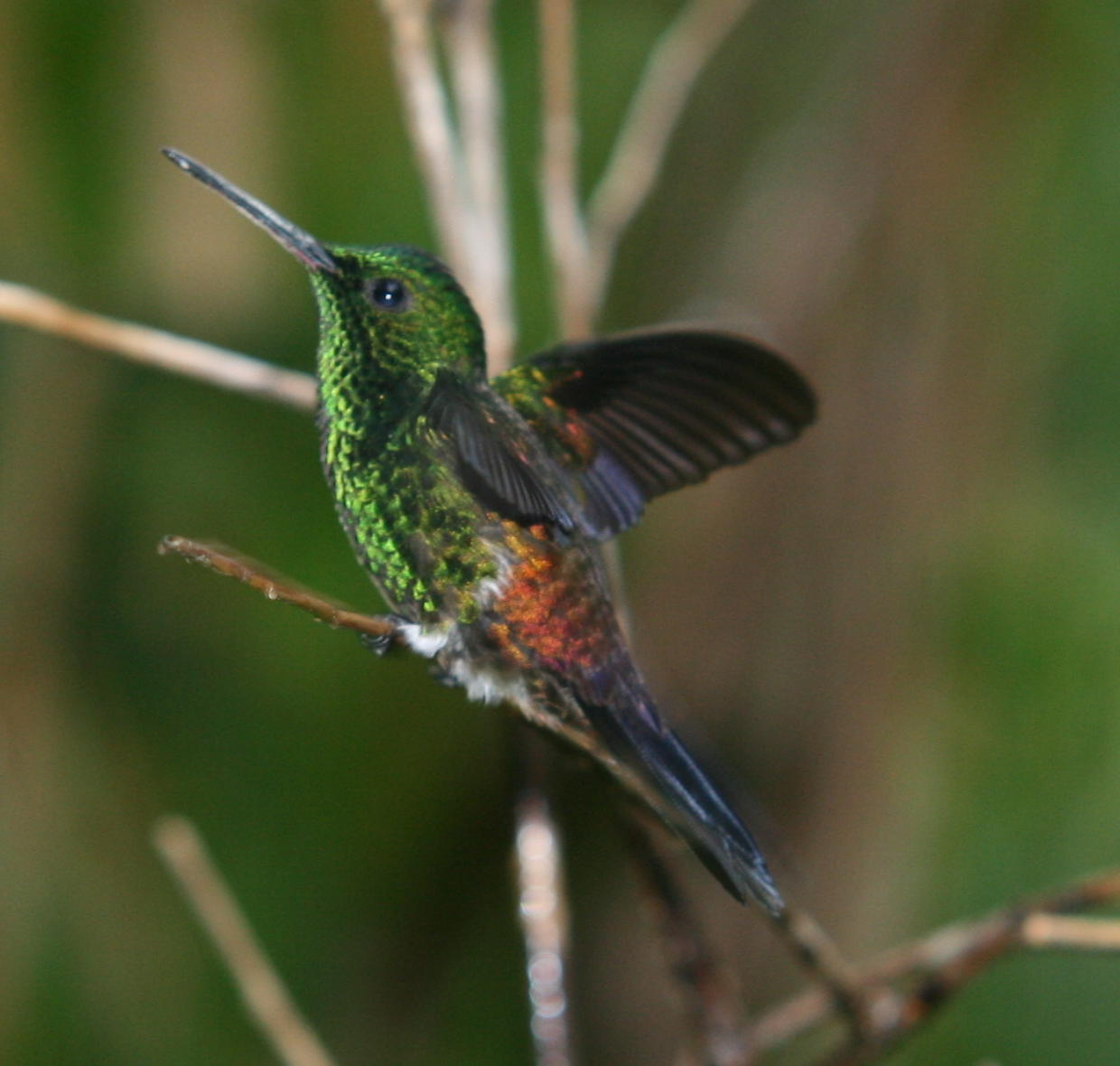
Koppargumpad smaragd från Tobago
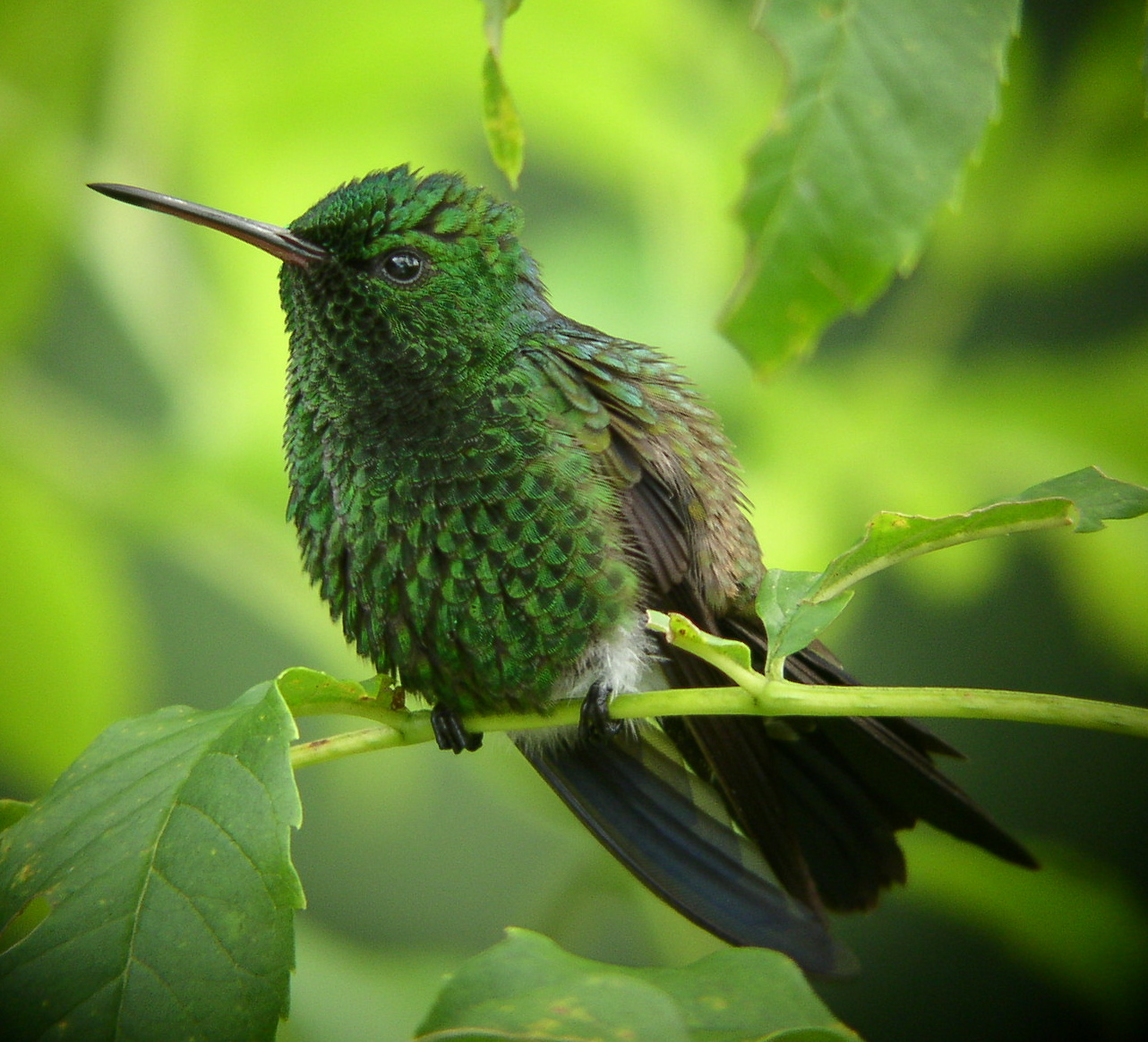